# 984년

## 연호
- 북송(北宋) 태평흥국(太平興國) 9년 / 옹희(雍熙) 원년
- 요(遼) 통화(統和) 2년
- 일본(日本) 에이간(永観) 2년
- 전 레 왕조(前黎朝) 티엔푹(天福) 5년

## 기년
- 북송(北宋) 태종(太宗) 9년
- 요(遼) 성종(聖宗) 3년
- 고려(高麗) 성종(成宗) 3년
- 전 레 왕조(前黎朝) 대행제(大行帝) 5년

## 사건
- 4월 - 추방된 교황 보니파시오 7세가 다시 로마로 돌아왔다.

## 탄생
- 고려의 문신 최충.

## 사망
- 고려(高麗)의 무신(武臣) 이겸의(李謙宜)